# チットゥール
チットゥール（テルグ語：చిత్తూరు、英語：Chittur）は、インドのアーンドラ・プラデーシュ州、チットゥール県の都市。人口は175,640人。

## 歴史
12月7日、マイソール王国の支配者ハイダル・アリーは第二次マイソール戦争中、この付近ナラシンガラーヤンペートの陣営で死亡した。